# نانسي كوردز
نانسي كوردز (بالإنجليزية: Nancy Cordes) هي صحفية أمريكية، ولدت في 1970 في لوس أنجلوس في الولايات المتحدة.